# Quần đảo Pelagie
Quần đảo Pelagie (tiếng Ý: Isole Pelagie, tiếng Sicilia: Ìsuli Pilaggî), từ tiếng Hy Lạp πέλαγος, pélagos có nghĩa là "biển mở", gồm ba hòn đảo nhỏ Lampedusa, Linosa và Lampione, nằm ở biển Địa Trung Hải giữa Malta và Tunisia, phía nam Sicily. Phía tây bắc là đảo Pantelleria và eo biển Sicily. Một phần địa lý của quần đảo (Lampedusa và Lampione) thuộc về lục địa châu Phi; về mặt chính trị và hành chính các đảo nằm trong tỉnh Agrigento của Sicilia và đại diện cho phần cực nam của Ý.